# Erik Borglund
Erik Arne Borglund, född den 16 januari 1921 i Göteborg, död den 28 november 1979 i Halmstad, var en svensk jurist.
Borglund avlade juris kandidatexamen vid Lunds universitet 1947. Efter genomförd tingstjänstgöring i Askims, Hisings och Sävedals domsaga 1947–1949 och tjänstgöring i Göteborgs rådhusrätt sistnämnda år blev han fiskal i Hovrätten för Västra Sverige 1950, assessor där 1959 och hovrättsråd 1963. Borglund var tingssekreterare i Inlands domsaga 1952–1954, revisionssekreterare 1966–1967, lagman i Hallands södra tingsrätt 1973–1975 och i Halmstads tingsrätt från 1975 till sin död. Han vilar på Söndrums kyrkogård.